# Scottish terrier
Lo Scottish Terrier (conosciuto anche come Aberdeen Terrier e, popolarmente, Scottie; da non confondere con lo Schnauzer nano) è un cane da guardia e da compagnia. Lo Scottie fa parte delle cinque razze del gruppo Terrier che hanno origini scozzesi; le altre sono Skye, Cairn, Dandie Dinmont e West Highland white Terrier.

## Descrizione

### Aspetto
Lo Scottish Terrier è piccolo ma resistente, veloce, ha corpo e garrese muscolosi (la circonferenza tipica del collo equivale a 14 pollici) ed è caratterizzato, la maggior parte delle volte, da un torace ampio e rotondo. Dalle gambe corte, è compatto e vigorosamente composto, con una testa relativamente lunga rispetto alle proporzioni della taglia; dovrebbe inoltre avere zampe abbastanza larghe per scavare. Le orecchie e la coda ritte sono tratti salienti della razza; gli occhi, leggermente a mandorla, sono piccoli, attenti e di colore marrone scuro o comunque tendenti al nero.

#### Taglia

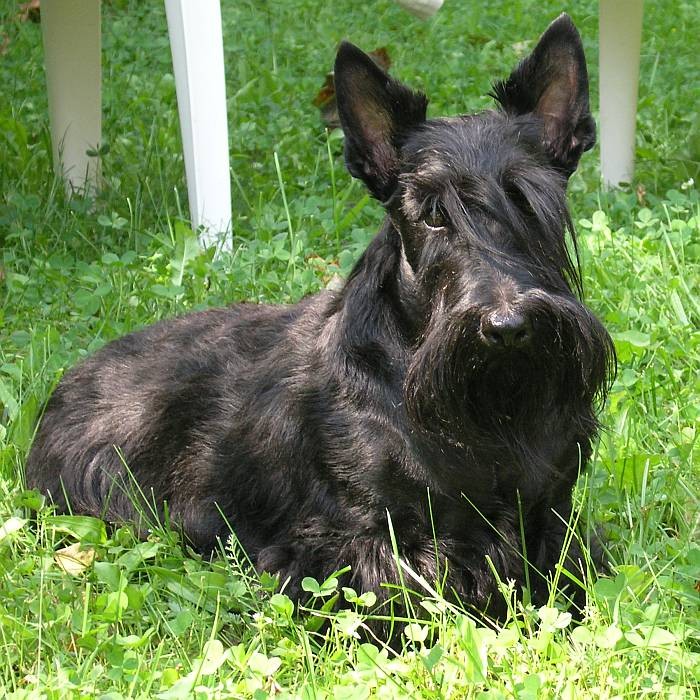
L'aspetto di uno Scottish Terrier è inconfondibile.

L'altezza al garrese per entrambi i sessi è approssimativamente di 10 pollici, mentre quella totale si aggira tra gli 11 e 15 pollici; la lunghezza della schiena dal garrese alla coda è intorno agli 11 pollici. Generalmente uno Scottie maschio ben proporzionato pesa circa 10 kg contro i 9 kg della sua controparte femminile.

#### Mantello
È tipico nello Scottie un mantello esterno ruvido, ispido, lungo e resistente alle intemperie con un sottomantello soffice e folto; il mantello deve essere regolarmente curato. Molto pronunciate sono la barba e le sopracciglia formate dal pelo più lungo, e così anche le gambe e le parti del corpo dall'altezza del garrese in giù (come esige lo stile tradizionale). Testa, orecchie, coda e schiena sono regolarmente rasate.
Quando viene rasato, uno Scottish Terrier tende a diventare aggressivo nel momento in cui le sue zampe vengono toccate, specialmente quelle posteriori.

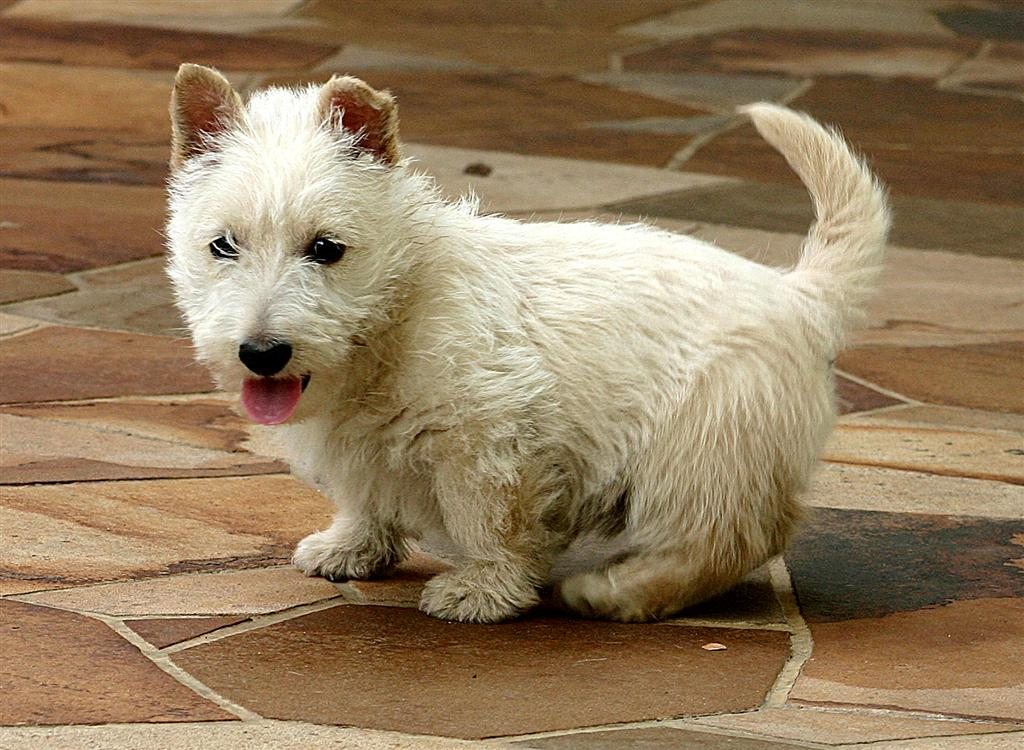
Benché il nero sia il colore tipico per uno Scottie, ne esistono anche di colore bianco come questo cucciolo.

#### Colore
Il colore usuale del mantello varia dal grigio scuro al nero. Possono nascere Scottie dal mantello "Wheaten" (dal color paglia ad una tonalità tendente al bianco) o "Brindle" (un misto tra nero e marrone), ma non devono essere confusi con le razze Soft-Coated Wheaten Terrier o West Highland white terrier.

### Carattere
Gli Scottish Terrier sono attenti, veloci e altezzosi (forse anche di più rispetto agli altri terrier), famosi per la loro indipendenza e sicurezza in sé, giocosi ed intelligenti: sono stati soprannominati "Diehard" per la loro forte natura, unita ad una determinazione d'acciaio. Oltre ad essere molto amabili, possono anche essere particolarmente ostinati e, poiché la razza stessa è incline alla testardaggine, è necessario un moderato, ma risoluto addestramento già da quando sono cuccioli, altrimenti non si faranno comandare facilmente.
Sono visti talvolta come cani dal temperamento freddo, quando in realtà sono estremamente fedeli alla propria famiglia e famosi per attaccare anche da soli una o due persone nel loro territorio; questa razza, d'altronde, è stata spesso descritta come tempestuosa ed al contempo molto sensibile. È facile che i cuccioli si affezionino alla persona che presti loro più attenzione nel primo periodo di vita: sono infatti generalmente conosciuti come cani "di un solo padrone".
Sono eccellenti cani da guardia grazie alla loro tendenza ad abbaiare lo stretto necessario (in genere quando avvertono la presenza di estranei, benché questo non sia certo l'unico caso in cui latrano ed è comunque importante ricordare che tutti i cani sono diversi l'uno dall'altro). Sono impavidi, ma possono diventare aggressivi con gli altri cani a meno che non siano abituati alla loro presenza sin da cuccioli.
È consigliabile tenerli al guinzaglio quando portati a passeggio, poiché sono molto propensi a scavare.

## Salute

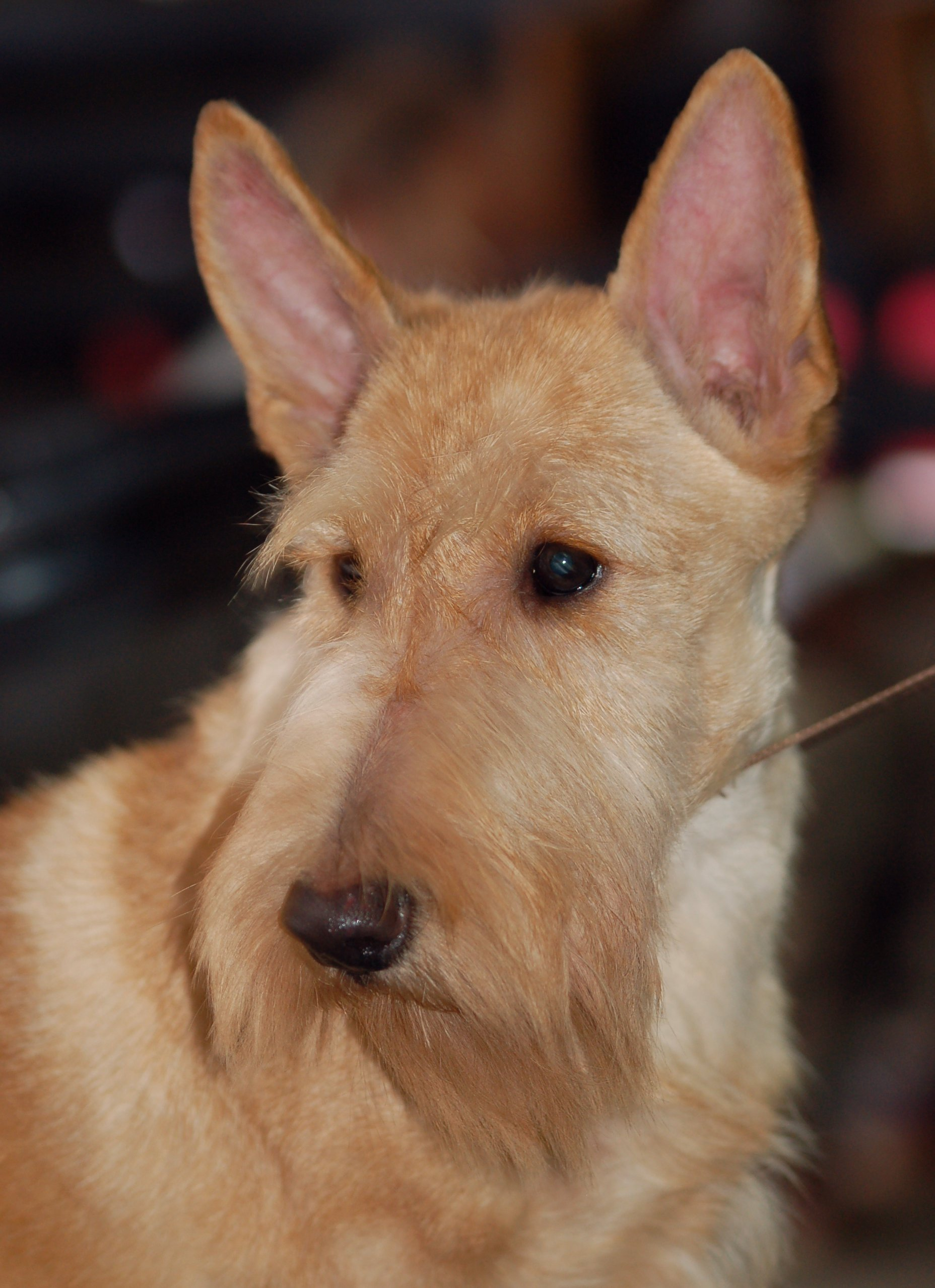
Esemplare di colore "Wheaten"

Sfortunatamente, lo Scottish Terrier ha una percentuale nello sviluppo di tumori molto più elevata rispetto ad altri purosangue. Stando alle ricerche del Veterinary Medical Data Program (1986), esistono sei tipi di cancro ai quali il nostro sembra essere particolarmente a rischio e sono (in ordine decrescente): tumore alla vescica e agli organi dell'apparato urinario (TTC); melanoma; carcinoma gastrico; carcinoma spinocellulare della pelle; linfoma e carcinoma nasale. Altri tumori ai quali può andare incontro lo Scottie sono la mastocite e l'angiosarcoma.
Le ricerche sembrano suggerire che lo Scottish Terrier abbia una probabilità 20 volte maggiore rispetto alle altre razze di contrarre il cancro alla vescica. La dott.ssa Deborah Knapp della Scuola di Medicina Veterinaria della Purdue University ha affermato che "il TTC in genere si riscontra in cani d'età avanzata (11 anni circa) ed è più comune nelle femmine (in rapporto 2:1 con il maschio)". Sintomi del TTC sono sangue nell'urina, frequenti minzioni caratterizzate da un forte sforzo (anche se alcuni di questi sintomi possono denotare solo un'infezione nelle vie urinarie).
Per aiutare a prevenire il cancro in un cane, il suo padrone dovrebbe assicurarsi che questi non entri in contatto con fitofarmaci, solventi ed il fumo delle sigarette; bisogna inoltre prestare molta attenzione quando si tratta il cane con antiparassitari, fornirgli una dieta ricca di vitamine, con pochi carboidrati, molta verdura e fargli compiere molto moto.
Gli Scottish Terrier hanno una vita media di 12 anni.

## Storia

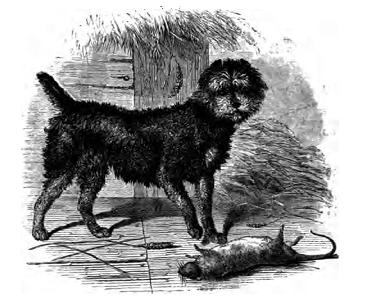
Scotch Terrier (1859).

Lo Scottish Terrier è spesso considerato il più antico dei Terrier delle Highlands, sebbene ciò non sia fondato.
Poiché diversi Terrier della Scozia furono inizialmente raggruppati sotto lo stesso generico nome, Skye Terrier, si è creata confusione circa i pedigree del gruppo. C'è una grande discordanza al riguardo, e cioè se gli Skye Terrier menzionati nei registri del primo Cinquecento attualmente discendano dagli antenati dello Scottie o viceversa. Quel che è certo, comunque, è che Scottish Terrier e West Highland White Terrier sono strettamente imparentati (gli avi di entrambi erano originari della regione di Blackmount in Perthshire e di Rannoch Moor). Gli Scottie originariamente erano addestrati a cacciare ed uccidere animali intrusi nelle fattorie (come tassi
e volpi) nelle Highlands della Scozia; spesso per tirarli fuori dalle tane degli animali i loro padroni li prendevano per la coda robusta. Sono spinti per loro istinto a scavare, come gli altri Terrier, il cui nome deriva dalla stessa radice del francese "terre" (in italiano "terra").
Le attuali origini di una razza antica come lo Scottish Terrier sono incerte ed avvolte nell'oscurità. I primi scritti circa un cane di descrizione analoga allo Scottie risalgono al 1436, quando Don Leslie li descrisse nel suo "Storia della Scozia 1436-1561". Duecento anni dopo, Sir Joshua Reynolds dipinse un ritratto di una giovane ragazza che accarezza un cane notevolmente simile al nostro. Re Giacomo VI di Scozia ebbe un ruolo di rilievo nella storia dello Scottish: nel XVII secolo, quando divenne re d'Inghilterra, regalò sei terrier (si pensa che siano antenati dello Scottie) al re di Francia Enrico IV ed il suo amore ed adorazione per la razza incrementò la loro popolarità in tutto il mondo.

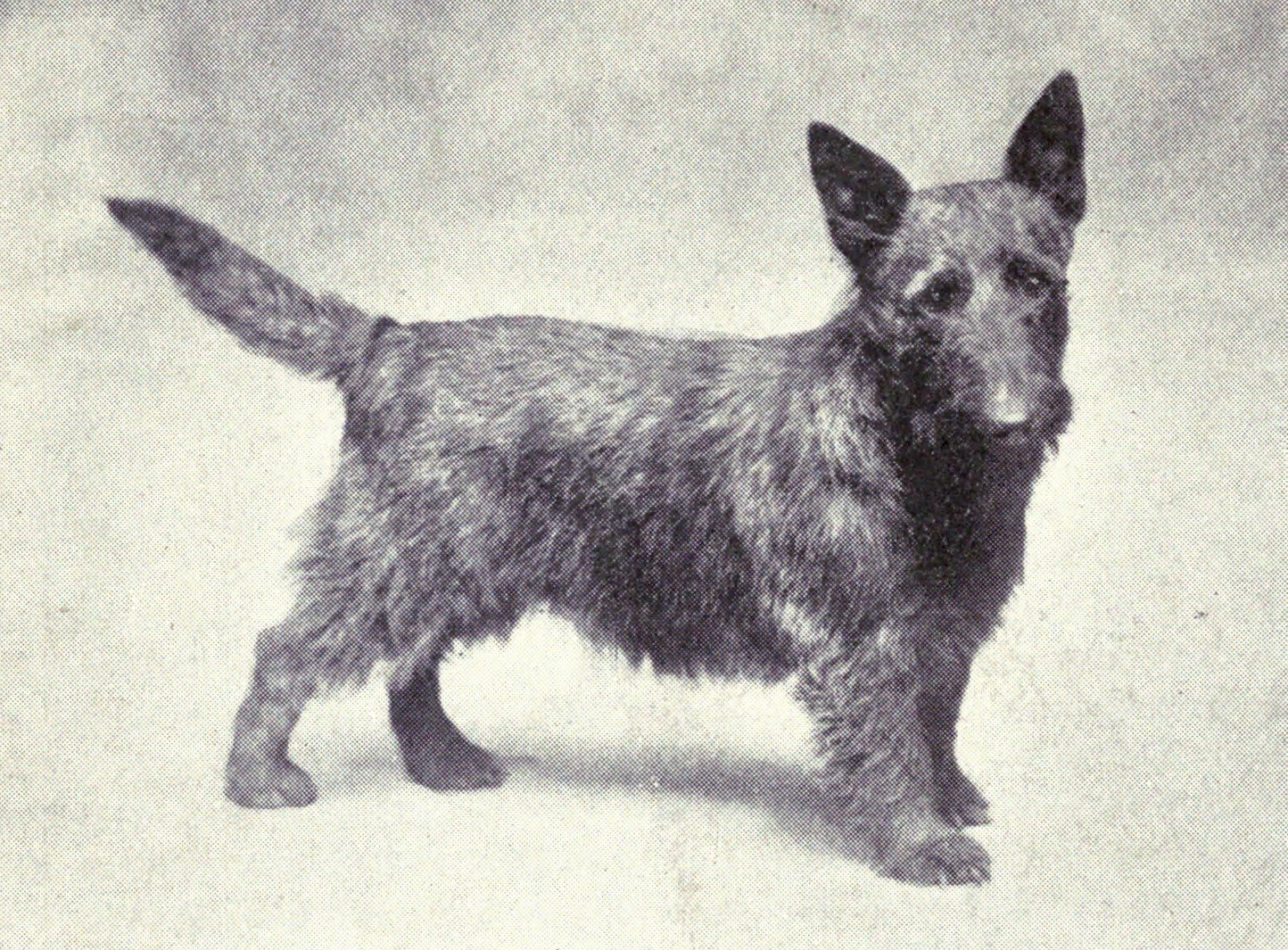
Scottish Terrier (1915).

Molti scrittori dagli inizi dell'Ottocento sembrano essere concordi sul fatto che un tempo in Bretagna esistessero due varietà di terrier (uno Scotch Terrier a pelo ruvido ed un English terrier dal mantello liscio). Thomas Brown, nel suo "Profili Biologici ed Aneddoti Autentici sui Cani" (1829), constatò che "lo Scotch terrier è il più puro sotto il punto di vista della razza e sembrerebbe che da un suo incrocio sia originario l'English terrier"; Brown continuò descrivendolo "basso nella stazza, con un forte corpo muscoloso, zampe piccole ma al contempo resistenti, una testa abbastanza grande rispetto alle proporzioni del corpo" e "solitamente di color sabbia o nero, con un manto lungo ed arruffato". Sebbene le descrizioni dello Scotch terrier sono piuttosto generalizzate, si sostiene l'esistenza di un piccolo terrier dal pelo ruvido addestrato per giochi di caccia nelle Highlands scozzesi nel primo Ottocento; una descrizione che condivide le caratteristiche essenziali con il cane un tempo conosciuto come Aberdeen terrier e tuttora noto come Scottish terrier. Inoltre i dipinti di Sir Edwin Landseer ed una litografia risalente al 1835, intitolata "Scottish Terrier al lavoro su un Cairn nelle Highlands Occidentali", rappresentano dei terrier molto simili a quelli descritti nel primo trattato sugli standard dello Scottie.
Nel XIX secolo nelle Highland e nell'isola di Skye erano presenti cani originalmente conosciuti con il generico termine "short-haired" o "little Skye terrier". Verso la fine dell'Ottocento venne deciso di separarli e sviluppare così razze distinte. In principio si ottennero due categorie (Dandie Dinnmont ed una razza detta Skye che non è la stessa conosciuta oggi con il medesimo termine); tempo dopo, però, le mostre canine richiesero che i cani fossero comparati agli standard delle razze e così la figura ed il temperamento dello Scottish terrier vennero annotati per la prima volta. Alla fine gli Skye terrier furono divisi nelle razze conosciute oggi come Scottish, Skye, West Highland white e Cairn.

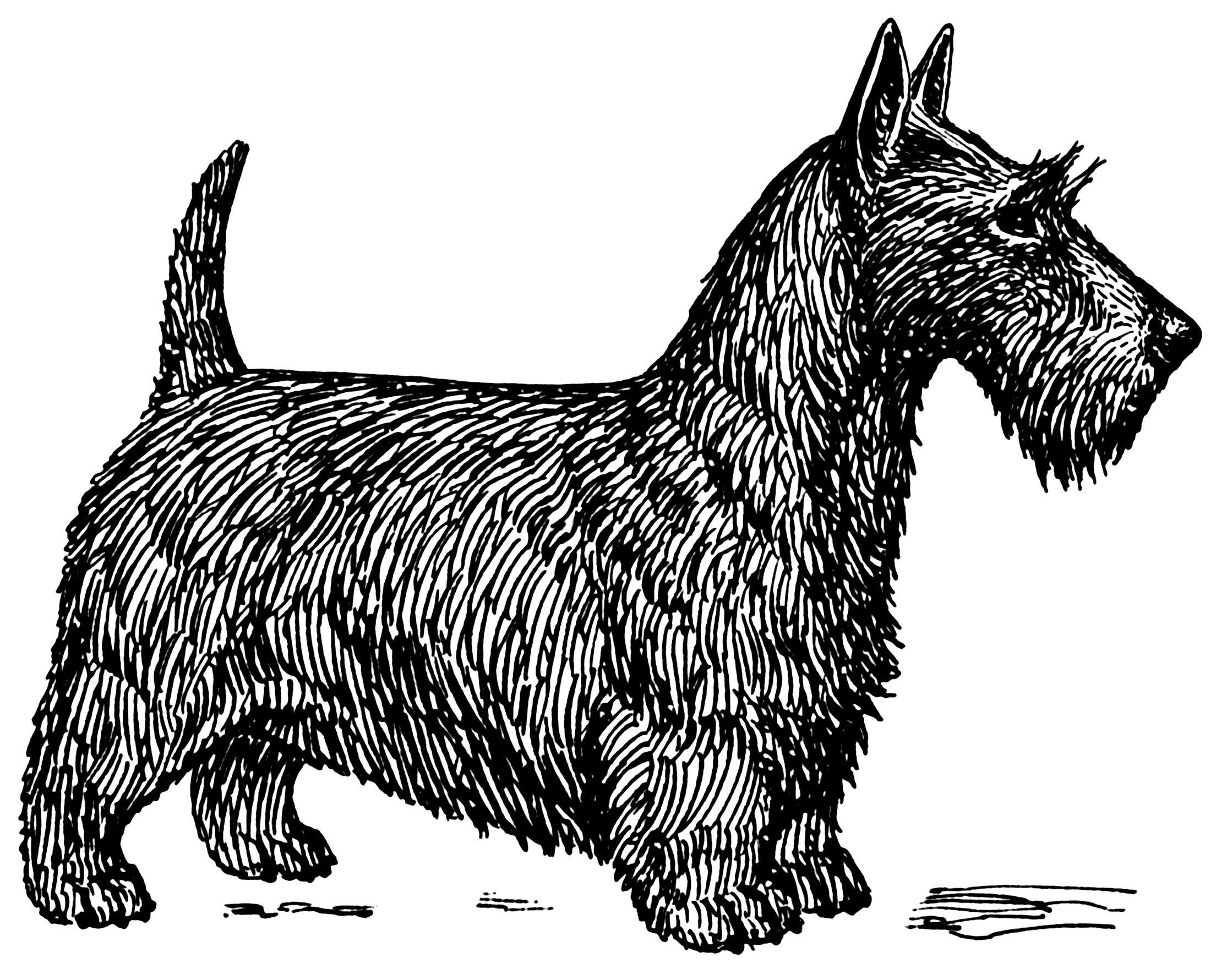
Immagine di uno Scottish Terrier.

Durante l'identificazione della razza lo Scottie venne conosciuto con molti nomi differenti: "Highland", "Cairn", "Diehard" ed "Aberdeen" (quest'ultimo attribuitogli per il gran numero di cani presenti nella zona e perché J. A. Adamson del clan Aberdeen aveva conseguito diversi successi esibendo i suoi cani durante gli anni settanta del XIX secolo; Roger Rough, appartenuto agli Adamson, Tartan di Paynton Piggott, Bon Accord dei signori Ludlow e Bromfield ed infine Splinter II, appartenuta a Ludlow, furono i primi vincitori e sono i quattro cani dai quali derivano gli attuali pedigree degli Scottish Terrier. Si è spesso affermato che gli Scottie odierni derivino da una sola cagna, Splinter II, e da due esemplari maschi: nel suo libro "Il nuovo Scottish Terrier", Cindy Cooke indica Splinter II come la "madre generatrice dello Scottie odierno".
Il capitano Gordon Murray e S.E. Shirley furono i responsabili dell'impostazione della razza nel 1879; nello stesso anno gli Scottish Terrier vennero per la prima volta esibiti all'Alexander Palace in Inghilterra, mentre l'anno seguente cominciarono ad essere classificati nello stesso modo di come sono selezionati oggigiorno. Il primo standard scritto di questa razza fu eseguito da J.B. Morrison e D.J. Thomson Gray ed apparve nel "Libro Illustrato del Cane" di Vero Shaw, pubblicato nel 1880.
Nel 1881 venne fondato il primo club al mondo dedicato a questa razza, lo "Scottish Terrier Club of England", mentre per lo "Scottish Terrier Club of Scotland" bisognerà aspettare sino al 1888. Seguendo la formazione dei due club troviamo varie discordanze riguardo ad alcuni argomenti che furono infine appianate da una revisione dello standard nel 1930, riconosciuto poco tempo dopo dal Kennel Club UK.
Lo Scottie approdò in America nei primi anni del 1890, ma divenne popolare solo negli anni compresi fra le due guerre mondiali. Venne istituito un club nel 1900 ed uno standard scritto nel 1925, riconosciuto dalla United Kennel Club nel 1934. Nel 1936 lo Scottish Terrier era il terzo cane più popolare negli Stati Uniti.

## Cure
Per essere pienamente apprezzato, lo Scottish necessita due-tre volte l'anno di una particolare toelettatura (stripping) che ne evidenzia tutte le piacevoli linee. Il suo mantello deve essere spazzolato ogni due-tre settimane a causa del suo pelo ruvido.

## Scottie Famosi

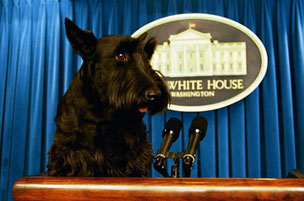
Barney, lo Scottish Terrier del Presidente George W. Bush, sullo stand presidenziale.

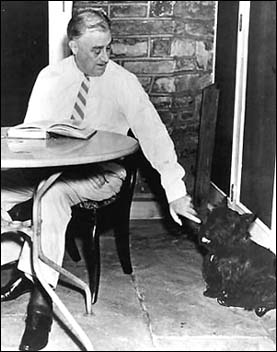
FDR con Fala a Warm Springs, in Georgia.

Lo Scottie è l'unica razza canina che ha vissuto nella Casa Bianca per tre volte: il presidente Franklin D. Roosevelt possedeva uno Scottish di nome Fala, al quale era talmente affezionato che raramente si muoveva senza di lui; Roosevelt aveva già avuto diversi Scottish Terrier prima di Fala, tra i quali due di nome Duffy e Mr.Duffy. Più recentemente il presidente George W. Bush ha due Scottie, Barney e Miss Beazley.
Altre persone famose che hanno avuto uno Scottish sono: Humphrey Bogart; Bette Davis; Julie Andrews; Liza Minnelli; E.B. White; la regina Vittoria; Ronald Reagan; Theodore Roosevelt; Dorothy Lamour; Eva Braun e Shirley Temple tra gli altri.
Uno Scottie famoso è Whisky del film d'animazione Disney Lilli e il vagabondo; nel 1955, quando il cartone animato venne proiettato per la prima volta, il nome "Jock" (l'equivalente inglese di "Whisky") divenne uno dei nomi più popolari per cani.

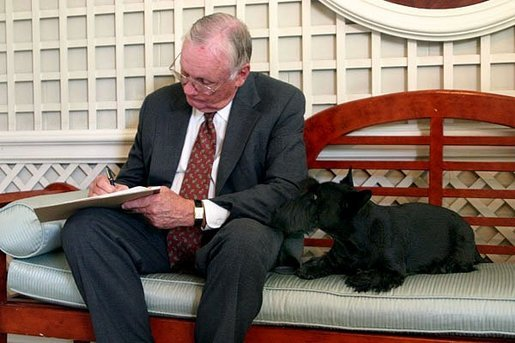
Neil Armstrong con uno Scottie.

Uno Scottish Terrier ed un West Highland White Terrier sono raffigurati sull'etichetta del Black & White whisky.
La figura dello Scottie è usata anche nell'edizione britannica del gioco da tavolo Monopoly, come pedina (che è la più amata tra tutte le altre secondo Matt Collins, vicepresidente di marketing della Hasbro). Infatti quando il gioco venne inventato negli anni trenta lo Scottish Terrier era il cane più popolare negli USA.
Nel maggio 2007 la Carnegie Mellon University nominò lo Scottie la sua mascotte ufficiale, come anche l'Agnes Scott College a Decatur, in Georgia. Sempre come mascotte la figura dello Scottish Terrier è usata dalla "Chum", una marca di cibo per cani ed è inserito nell'emblema della linea di vestiti Juicy Couture.